# Chloroclystis lepta
Chloroclystis lepta är en fjärilsart som beskrevs av Edward Meyrick 1886. Chloroclystis lepta ingår i släktet Chloroclystis och familjen mätare. Inga underarter finns listade i Catalogue of Life.